# Церковь Святых Седьмочисленников
Церковь Святых Седьмочисленников (болг. „Свети Седмочисленици“) — бывшая «Чёрная мечеть», выстроенная в 1528 году при султане Сулеймане Великолепном. Мечеть представляла собой квадратное в плане сооружение с куполом, крытым свинцом. Народная молва приписывала её сооружение знаменитому зодчему Синану. Впоследствии за ней закрепилось имя Мехмеда-паши, хотя о его участии в возведении сооружения в источниках не сообщается.
После освобождения Болгарии от турецкого гнёта в 1878 году здание было превращено в военный склад (по проекту инженера Н. Д. Зайцева), а затем в тюрьму.
В 1901 году А. Н. Померанцев выступил с предложением переоборудовать здание в православную церковь, тем более что некогда на её месте стояла женская обитель при Рильском монастыре. К осуществлению этой идеи подключился премьер-министр Петко Каравелов, который здесь же нашёл свой последний приют. Работы по перестройке мечети продолжались всего год, и уже 27 июля 1903 году храм был освящён во имя «седьмочисленников» — свв. Кирилла, Мефодия и их пяти учеников.
При перестройке здания были разобраны старинное медресе и минарет из чёрного гранита, давший мечети её название. Традиционный для болгарской архитектуры облик зданию придают угловые купола, колокольня и нартекс, спроектированные архитекторами Милановым и Момчиловым. Во время строительных работ в подвале храма были вскрыты фундаменты раннехристианской церкви, датированной V веком, и более древнего Асклепиума.

## Галерея
- «Чёрная мечеть» в 1887 году
- Иконостас
- Мозаика над входом